# All-Ireland Football Championship

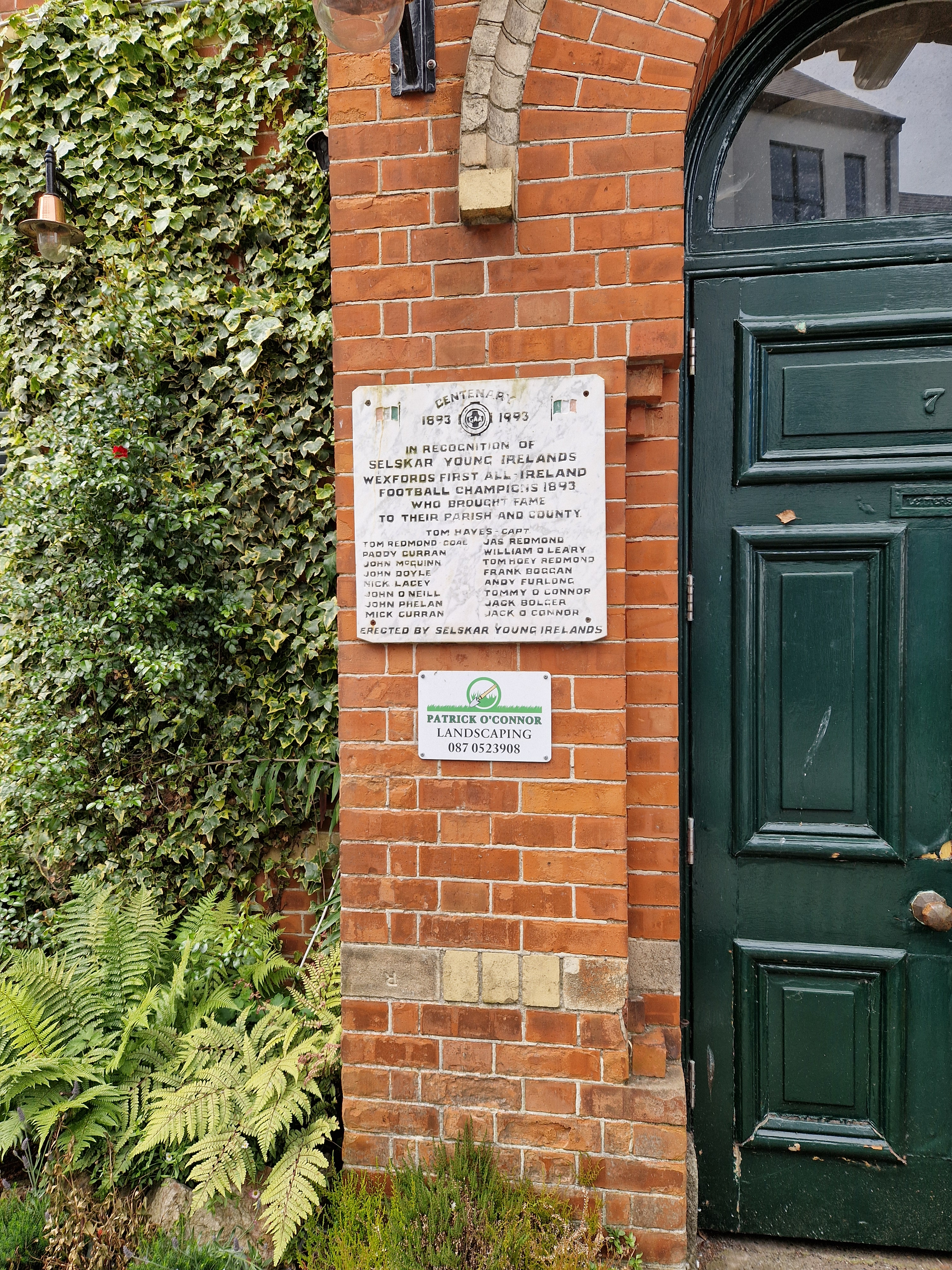
Placa de los ganadores de toda Irlanda de 1893, Wexford.

El All-Ireland Football Championship es el campeonato de Fútbol gaélico más importante que se disputa anualmente en Irlanda, en el que participan las selecciones de los condados. A pesar de ser una competición cuyo formato es la eliminatoria directa, el All-Ireland disfruta de un prestigio superior al de la National Football League (Liga Nacional de Fútbol). Ambas ligas son organizada por la GAA (Asociación Atlética Gaélica) y son estrictamente amateurs.

## Formato
Las selecciones de cada uno de los 32 condados participan en su respectivo campeonato provincial. Los cuatro campeonatos provinciales son los de Munster, Leinster, Úlster y Connacht (que incluye a los equipos de Londres y Nueva York). Estos campeonatos provinciales funcionan según el formato de eliminatoria directa a partido único, y tienen lugar durante los meses de mayo, junio y julio. Los ganadores de cada campeonato provincial consiguen una plaza en las All-Ireland Series, la fase final del All-Ireland Football Championship, que tiene lugar en los meses de agosto y septiembre.
Los 28 equipos que han fracasado a la hora de ganar sus respectivos Campeonatos Provinciales reciben una segunda oportunidad para alcanzar las All-Ireland Series por medio de las series de clasificación. Estas series de clasificación tienen lugar en junio y julio, y son de la siguiente manera:
- 1ª Ronda: Los 16 equipos que no han estado en las semifinales provinciales juegan una eliminatoria a partido único. Los 8 que pierden quedan definitivamente eliminados. Los 8 ganadores pasan a la 2.ª ronda.
- 2.ª ronda: Los 8 ganadores de la Ronda 1 juegan contra los 8 perdedores de las semifinales provinciales a partido único.
- 3ª Ronda: Los 8 ganadores de la Ronda 2 juegan entre sí una eliminatoria a partido único.
- 4ª Ronda: Los 4 ganadores de la Ronda 3 juegan contra los 4 perdedores de las finales provinciales.

All-Ireland Series:
- Cuartos de final: Los 4 ganadores en la Ronda 4 de clasificación se enfrentan en una eliminatoria a partido único contra los ganadores de los Campeonatos Provinciales.
- Semifinales: Los ganadores de cuartos de final se enfrentan en partido único.
- All-Ireland Final: El 3º Domingo de Septiembre se enfrentan los 2 equipos ganadores de semifinales y el ganador se corona como All-Ireland Champion.

## Palmarés
| Año  | Campeón   | Tanteador | Subcampeón | Tanteador |
| ---- | --------- | --------- | ---------- | --------- |
| 1887 | Limerick  | 1-4       | Louth      | 0-3       |
| 1888 | No hubo   | /         | /          | /         |
| 1889 | Tipperary | 3-6       | Laois      | 0-0       |
| 1890 | Cork      | 2-4       | Wexford    | 0-1       |
| 1891 | Dublín    | 2-1       | Cork       | 1-9       |
| 1892 | Dublín    | 1-4       | Roscommon  | 1-0       |
| 1893 | Wexford   | 1-1       | Cork       | 0-1       |
| 1894 | Dublín    | 0-5       | Cork       | 1-2       |
| 1895 | Tipperary | 0-4       | Meath      | 0-3       |
| 1896 | Limerick  | 1-5       | Dublín     | 0-7       |
| 1897 | Dublín    | 2-6       | Cork       | 0-2       |
| 1898 | Dublín    | 2-8       | Waterford  | 0-4       |
| 1899 | Dublín    | 1-10      | Cork       | 0-6       |
| 1900 | Tipperary | 3-7       | London     | 0-2       |
| 1901 | Dublín    | 0-14      | London     | 0-2       |
| 1902 | Dublín    | 2-8       | London     | 0-4       |
| 1903 | Kerry     | 0-11      | London     | 0-3       |
| 1904 | Kerry     | 0-5       | Dublín     | 0-2       |
| 1905 | Kildare   | 1-7       | Kerry      | 0-5       |
| 1906 | Dublín    | 0-5       | Cork       | 0-4       |
| 1907 | Dublín    | 0-6       | Cork       | 0-2       |
| 1908 | Dublín    | 1-10      | London     | 0-4       |
| 1909 | Kerry     | 1-9       | Louth      | 0-6       |
| 1910 | Louth     | -         | Kerry      | -         |
| 1911 | Cork      | 6-6       | Antrim     | 1-2       |
| 1912 | Louth     | 1-7       | Antrim     | 1-2       |
| 1913 | Kerry     | 2-2       | Wexford    | 0-3       |
| 1914 | Kerry     | 2-3       | Wexford    | 0-6       |
| 1915 | Wexford   | 2-4       | Kerry      | 2-1       |
| 1916 | Wexford   | 3-4       | Mayo       | 1-2       |
| 1917 | Wexford   | 0-9       | Clare      | 0-5       |
| 1918 | Wexford   | 0-5       | Tipperary  | 0-4       |
| 1919 | Kildare   | 2-5       | Galway     | 0-1       |
| 1920 | Tipperary | 1-6       | Dublín     | 1-2       |
| 1921 | Dublín    | 1-9       | Mayo       | 0-2       |
| 1922 | Dublín    | 0-6       | Galway     | 0-4       |
| 1923 | Dublín    | 1-5       | Kerry      | 1-3       |
| 1924 | Kerry     | 0-4       | Dublín     | 0-3       |
| 1925 | Galway    | 3-2       | Cavan      | 1-2       |
| 1926 | Kerry     | 1-4       | Kildare    | 0-4       |
| 1927 | Kildare   | 0-5       | Kerry      | 0-3       |
| 1928 | Kildare   | 2-6       | Cavan      | 2-5       |
| 1929 | Kerry     | 1-8       | Kildare    | 1-5       |
| 1930 | Kerry     | 3-11      | Monaghan   | 0-2       |
| 1931 | Kerry     | 1-11      | Kildare    | 0-8       |
| 1932 | Kerry     | 2-7       | Mayo       | 2-4       |
| 1933 | Cavan     | 2-5       | Galway     | 1-4       |
| 1934 | Galway    | 3-5       | Dublín     | 1-9       |
| 1935 | Cavan     | 3-6       | Kildare    | 2-5       |
| 1936 | Mayo      | 4-11      | Laois      | 0-5       |
| 1937 | Kerry     | 4-4       | Cavan      | 1-7       |
| 1938 | Galway    | 2-4       | Kerry      | 0-7       |
| 1939 | Kerry     | 2-5       | Meath      | 2-3       |
| 1940 | Kerry     | 0-7       | Galway     | 1-3       |
| 1941 | Kerry     | 1-8       | Galway     | 0-7       |
| 1942 | Dublín    | 1-10      | Galway     | 1-8       |
| 1943 | Roscommon | 2-7       | Cavan      | 2-2       |
| 1944 | Roscommon | 1-9       | Kerry      | 2-4       |
| 1945 | Cork      | 2-5       | Cavan      | 0-7       |
| 1946 | Kerry     | 2-8       | Roscommon  | 0-10      |
| 1947 | Cavan     | 2-11      | Kerry      | 2-7       |
| 1948 | Cavan     | 4-5       | Mayo       | 4-4       |
| 1949 | Meath     | 1-10      | Cavan      | 1-6       |
| 1950 | Mayo      | 2-5       | Louth      | 1-6       |
| 1951 | Mayo      | 2-8       | Meath      | 0-9       |
| 1952 | Cavan     | 0-9       | Meath      | 0-5       |
| 1953 | Kerry     | 0-13      | Armagh     | 1-6       |
| 1954 | Meath     | 1-13      | Kerry      | 1-7       |
| 1955 | Kerry     | 0-12      | Dublín     | 1-6       |
| 1956 | Galway    | 2-13      | Cork       | 3-7       |
| 1957 | Louth     | 1-9       | Cork       | 1-7       |
| 1958 | Dublín    | 2-12      | Derry      | 1-9       |
| 1959 | Kerry     | 3-7       | Galway     | 1-4       |
| 1960 | Down      | 2-10      | Kerry      | 0-8       |
| 1961 | Down      | 3-6       | Offaly     | 2-8       |
| 1962 | Kerry     | 1-12      | Roscommon  | 1-6       |
| 1963 | Dublín    | 1-9       | Galway     | 0-10      |
| 1964 | Galway    | 0-15      | Kerry      | 0-10      |
| 1965 | Galway    | 0-12      | Kerry      | 0-9       |
| 1966 | Galway    | 1-10      | Meath      | 0-7       |
| 1967 | Meath     | 1-9       | Cork       | 0-9       |
| 1968 | Down      | 2-12      | Kerry      | 1-13      |
| 1969 | Kerry     | 0-10      | Offaly     | 0-7       |
| 1970 | Kerry     | 2-19      | Meath      | 0-18      |
| 1971 | Offaly    | 1-14      | Galway     | 2-8       |
| 1972 | Offaly    | 1-19      | Kerry      | 0-13      |
| 1973 | Cork      | 3-17      | Galway     | 2-13      |
| 1974 | Dublín    | 0-14      | Galway     | 1-6       |
| 1975 | Kerry     | 2-12      | Dublín     | 0-11      |
| 1976 | Dublín    | 3-8       | Kerry      | 0-10      |
| 1977 | Dublín    | 5-12      | Armagh     | 3-6       |
| 1978 | Kerry     | 5-11      | Dublín     | 0-9       |
| 1979 | Kerry     | 3-13      | Dublín     | 1-8       |
| 1980 | Kerry     | 1-9       | Roscommon  | 1-6       |
| 1981 | Kerry     | 1-12      | Offaly     | 0-8       |
| 1982 | Offaly    | 1-15      | Kerry      | 0-17      |
| 1983 | Dublín    | 1-10      | Galway     | 1-8       |
| 1984 | Kerry     | 0-14      | Dublín     | 1-6       |
| 1985 | Kerry     | 2-12      | Dublín     | 2-8       |
| 1986 | Kerry     | 2-15      | Tyrone     | 1-10      |
| 1987 | Meath     | 1-14      | Cork       | 0-11      |
| 1988 | Meath     | 0-13      | Cork       | 0-9       |
| 1989 | Cork      | 0-17      | Mayo       | 1-11      |
| 1990 | Cork      | 0-11      | Meath      | 0-9       |
| 1991 | Down      | 1-16      | Meath      | 1-14      |
| 1992 | Donegal   | 0-18      | Dublín     | 0-14      |
| 1993 | Derry     | 1-14      | Cork       | 2-8       |
| 1994 | Down      | 1-12      | Dublín     | 0-13      |
| 1995 | Dublín    | 1-10      | Tyrone     | 0-12      |
| 1996 | Meath     | 2-9       | Mayo       | 1-11      |
| 1997 | Kerry     | 0-13      | Mayo       | 1-7       |
| 1998 | Galway    | 1-14      | Kildare    | 1-10      |
| 1999 | Meath     | 1-11      | Cork       | 1-8       |
| 2000 | Kerry     | 0-17      | Galway     | 1-10      |
| 2001 | Galway    | 0-17      | Meath      | 0-8       |
| 2002 | Armagh    | 1-12      | Kerry      | 0-14      |
| 2003 | Tyrone    | 0-12      | Armagh     | 0-9       |
| 2004 | Kerry     | 1-20      | Mayo       | 2-9       |
| 2005 | Tyrone    | 1-16      | Kerry      | 2-10      |
| 2006 | Kerry     | 4-15      | Mayo       | 3-5       |
| 2007 | Kerry     | 3-13      | Cork       | 1-9       |
| 2008 | Tyrone    | 1-15      | Kerry      | 0-14      |
| 2009 | Kerry     | 0-16      | Cork       | 1-9       |
| 2010 | Cork      | 0-16      | Down       | 0-15      |
| 2011 | Dublín    | 1-12      | Kerry      | 1-11      |
| 2012 | Donegal   | 2-11      | Mayo       | 0-13      |
| 2013 | Dublín    | 2-12      | Mayo       | 1-14      |
| 2014 | Kerry     | 2-9       | Donegal    | 0-12      |
| 2015 | Dublín    | 0-12      | Kerry      | 0-9       |
| 2016 | Dublin    | 1-15      | Mayo       | 1-14      |
| 2017 | Dublin    | 1-17      | Mayo       | 1-16      |
| 2018 | Dublin    | 2-17      | Tyrone     | 1-14      |
| 2019 | Dublin    | 1-18      | Kerry      | 0-15      |

## Totales
| Equipo    | Campeón | Subcampeón |
| --------- | ------- | ---------- |
| Kerry     | 37      | 23         |
| Dublín    | 29      | 13         |
| Galway    | 9       | 13         |
| Cork      | 7       | 16         |
| Meath     | 7       | 9          |
| Cavan     | 5       | 6          |
| Down      | 5       | 1          |
| Wexford   | 5       | 3          |
| Kildare   | 4       | 5          |
| Tipperary | 4       | 1          |
| Mayo      | 3       | 13         |
| Louth     | 3       | 3          |
| Offaly    | 3       | 3          |
| Tyrone    | 3       | 3          |
| Roscommon | 2       | 4          |
| Donegal   | 2       | 1          |
| Limerick  | 2       | 0          |
| Armagh    | 1       | 3          |
| Derry     | 1       | 1          |
| London    | 0       | 5          |
| Antrim    | 0       | 2          |
| Laois     | 0       | 2          |
| Clare     | 0       | 1          |
| Monaghan  | 0       | 1          |
| Waterford | 0       | 1          |